# Railway Empire
Railway Empire ist ein Tycoon-Simulationsspiel, das am 26. Januar 2018 für PlayStation 4, Xbox One, Windows, Linux und später für die Nintendo Switch veröffentlicht wurde. Das Spiel wurde von Gaming Minds Studios entwickelt und von Kalypso Media veröffentlicht.

## Spielprinzip und Technik
Das Spiel findet in den USA im Zeitraum von 1830 bis 1930 statt. In Railway Empire kann der Spieler ein großes Netz von Eisenbahnlinien bauen und verschiedene Lokomotiven kaufen. Das Spiel hat mehrere Spielmodi wie Kampagnenmodus, Szenario-Modus, Frei-Modus und Sandbox-Modus.

## Produktionsnotizen
Für das Spiel wurden bisher acht Downloaderweiterungen veröffentlicht. Sie erweitern das Hauptspiel, welches sich auf die USA konzentriert, um weitere Weltregionen, in denen die industrielle Revolution und die Eisenbahn einen Einfluss auf ihre Entwicklung hatte, sowie um zeit- und regionenspezifische Zugmodelle.
| Originaler DLC-Titel    | Veröffentlicht    | Region                    | Neue Lokomotiven                                                                            |
| ----------------------- | ----------------- | ------------------------- | ------------------------------------------------------------------------------------------- |
| Mexico                  | 8. Juni 2018      | Mexiko                    | Fairlie (0-6-6-0) und Stirling (4-2-2)                                                      |
| The Great Lakes         | 17. August 2018   | Kanada                    | Achilles (0-4-0) und Canadian (2-8-0)                                                       |
| Crossing the Andes      | 19. Oktober 2018  | Südamerika                | Kitson-Meyer (0-8-6-0) und Garratt (2-6-0-0-6-2)                                            |
| Great Britain & Ireland | 14. Dezember 2018 | Großbritannien und Irland | Zehn neue Lokomotiven, einschließlich Rocket (0-2-2) und Firefly (0-2-0)                    |
| Germany                 | 1. März 2019      | Deutschland               | Zehn neue Lokomotiven, einschließlich Adler (2-2-2) und Rhein (2-4-0)                       |
| France                  | 24. Mai 2019      | Frankreich                | Zehn neue Lokomotiven, einschließlich Coupe Vent (4-4-0) und Forquenot (2-4-2)              |
| Northern Europe         | 16. Dezember 2019 | Skandinavien              | Drei neue Lokomotiven: Odin (2-2-2), Prins August (2-4-0) und SJB II (4-6-0)                |
| Down Under              | 8. Mai 2020       | Australien                | Drei neue Lokomotiven: Heisler (0-8-0), C30 (4-6-0) und Class S (4-6-2)                     |
| Japan                   | 7. Mai 2021       | Japan                     | Acht neue Lokomotiven, einschließlich D51 Degoichi (2-8-2) und Class 8620 Hachiroku (2-6-0) |

## Rezeption
Railway Empire erhielt eher positive Bewertungen. Die Rezensionsdatenbank Metacritic aggregiert 20 Rezensionen zu einem Gesamtwert von 74. Das deutsche Onlinemagazin 4Players lobte eine gute Zugänglichkeit des Spiels, das dem Spieler zunächst komplexe Handlungsmöglichkeiten präsentiere. Unter der Oberfläche verberge sich aber eine eingeschränkte Spieltiefe, hinzu kämen bei den Konsolenversionen kleinere technische Unzulänglichkeiten. Insgesamt handele es sich bei Railway Empire um „solide Aufbau-Unterhaltung mit einem großen Schuss Modellbahn-Flair“. Gamestar bezeichnete Railway Empire als „dezent oldschooliges Spiel“, das mit vielen Aufgaben für den Spieler und einem gut verzahnten Wirtschaftssystem glänze, insgesamt aber grafisch und spielerisch etwas altbacken daherkomme. PC Games hob die Grafik hingegen positiv hervor und notierte eine komfortable Bedienung des Spiels, monierte aber die KI der Computergegner, die mitunter wie Schummeln wirke und faire Partien verhindere. Das Magazin merkte einen fehlenden Mehrspielermodus an. Computer Bild Spiele stellte heraus, dass es sich bei Railway Empire für die Konsolen PlayStation 4 und Xbox One um das jeweils erste Eisenbahnmanagementspiel für diese Systeme handele. Das Magazin merkte außerdem an, dass das Spiel durch geeignete Schnittstellen von Nutzern erstellte Mods erlaube.

## Auszeichnungen und Nominierungen
Railway Empire gewann zwei Auszeichnungen und wurde insgesamt viermal für den „Deutschen Entwicklerpreis 2018“ nominiert, einen der wichtigsten Videospielpreise im deutschsprachigen Raum.
- Gewinner – Bestes PC-/Konsolenspiel
- Gewinner – Beste technische Leistung
- Nominiert – Bestes Deutsches Spiel
- Nominiert – Beste Grafik

Railway Empire wurde ebenfalls für „TOMMI – Der deutsche Kindersoftwarepreis 2018“ nominiert.

## Nachfolger
Die Gaming Minds Studio GmbH bekommt eine Förderung vom Bundesministerium für Digitales und Verkehr über 1.512.973 € für den Zeitraum vom 1. März 2021 bis zum 30. September 2022 für die Entwicklung des Nachfolgers Railway Empire 2.